# Rannbach (Pfinz)
Der Rannbach ist ein etwa 3,7 Kilometer langer rechter Nebenfluss der Pfinz im Enzkreis in Baden-Württemberg. Er verläuft größtenteils durch bewaldetes Gebiet, bevor er bei Remchingen-Nöttingen in die Pfinz mündet.

## Geographie

### Verlauf
Der Rannbach entspringt auf etwa 252 m ü. NHN einer Quelle im Rannwald nördlich von Dietlingen. Der Ursprung befindet sich in einem bewaldeten Gebiet, das Teil des Naturraums Kraichgau ist.
Ein zweiter, kleinerer Quellast entsteht am Einsiedlerbrunnen auf etwa 280 m ü. NHN, ebenfalls im Rannwald. Dieser mündet nach etwa 500 Metern auf etwa 248 m ü. NHN von links in den Hauptlauf des Rannbachs.
Auf seinem Weg nach Nordwesten durchfließt der Rannbach ein kleines Tal, das sogenannte Ranntal. Auf etwa 325 m ü. NHN passiert er einen künstlich angelegten Teich mit einer Wasserfläche von knapp 0,2 ha.
Im Bereich „Unterer Rann“ mündet auf etwa 197 m ü. NHN der Bach aus der Neuen Neubrüch von links in den Rannbach. Dieser Nebenbach ist rund 800 Meter lang und entspringt in der Nähe des Gewanns Neue Neubrüch auf etwa 210 m ü. NHN.
Schließlich erreicht der Rannbach nach rund 3,7 Kilometern bei Nöttingen auf etwa 162 m ü. NHN die Pfinz.

### Einzugsgebiet
Das Einzugsgebiet des Rannbachs umfasst rund 8,2 km². Es liegt vollständig in Keltern und Remchingen im Enzkreis. Die Fläche ist überwiegend bewaldet, vor allem im Quellgebiet, und geht im Unterlauf in offene Flur über.

### Zuflüsse
- Rannbach, Anderer Quellast (links), ca. 0,5 km
- Bach aus der Neuen Neubrüch (links), ca. 0,8 km